# Вікторівка (Звягельський район)
Ві́кторівка (колишня назва — Стара Вікторівка) — село в Україні, у Барашівській сільській територіальній громаді Звягельського району Житомирської області. Чисельність населення становить 111 осіб (2001).

## Загальна інформація
Розміщується за 70 км північно-західніше Житомира.

## Населення
У 1906 році в колонії проживало 348 мешканців, дворів — 60, у 1923 році — 338 жителів, дворів — 53.
Відповідно до результатів перепису населення СРСР, кількість населення станом на 12 січня 1989 року становила 112 осіб. Станом на 5 грудня 2001 року, відповідно до перепису населення України, кількість мешканців села становила 111 осіб.

## Історія
Колишнє лютеранське поселення на орендованих землях, належало до лютеранської парафії у Геймталі.
У 1906 році — Стара Вікторівка, колонія Барашівської волості (1-го стану) Житомирського повіту Волинської губернії. Відстань до губернського та повітового центру, м. Житомир, становила 68 верст, від волосного центру, с. Бараші — 12 верст. Найближче поштово-телеграфне відділення розміщувалося у Горошках.
7 (20) листопада 1917 року, відповідно до Третього Універсалу Української Центральної Ради, увійшла до складу Української Народної Республіки.  
У березні 1921 року, в складі волості, увійшла до новоутвореного Коростенського повіту Волинської губернії. У 1923 році включена до складу новоствореної Єсипівська сільської ради, яка 7 березня 1923 року увійшла до складу новоутвореного Барашівського району Коростенської округи. Розміщувалася за 12 верст від районного центру, с. Бараші, та 1,5 версти — від центру сільської ради, кол. Єсипівка. 8 вересня 1925 року передана до складу новоутвореної Гоноринської сільської ради Барашівського району.
Під час сталінських репресій в 30-і роки минулого століття органами НКВС заарештовано та позбавлено волі на різні терміни 4 мешканці села, з яких 1 чоловіка розстріляно.
За довідником адмінустрою 1946 року — село Вікторівка. 11 серпня 1954 року, внаслідок об'єднання сільських рад, підпорядковане Рясненській сільській раді Барашівського району Житомирської області. 30 грудня 1962 року, в складі сільської ради, увійшло до Ємільчинського району Житомирської області. 21 серпня 1989 року, відповідно до рішення Житомирського облвиконкому № 212 «Про деякі питання адміністративно-територіального устрою», село передане до складу Зеленицької сільської ради Ємільчинського району.
23 липня 1991 року, відповідно до постанови Кабінету Міністрів Української РСР № 106 «Про організацію виконання постанов Верховної Ради Української РСР…», село віднесене до зони гарантованого добровільного відселення (третя зона) внаслідок аварії на Чорнобильській АЕС.
12 червня 2020 року, відповідно до розпорядження Кабінету Міністрів України № 711-р «Про визначення адміністративних центрів та затвердження територій територіальних громад Житомирської області», територію та населені пункти Зеленицької сільської ради включено до складу Барашівської сільської територіальної громади Новоград-Волинського (згодом — Звягельський) району Житомирської області.